# Glaukonit
Glaukonit ist ein sehr häufig vorkommendes Mineral aus der Mineralklasse der „Silikate und Germanate“. Es kristallisiert im monoklinen Kristallsystem mit der chemischen Zusammensetzung (K,Na)(Fe3+,Al,Mg)2[(OH)2|(Si,Al)4O10]. Strukturell gehört Glaukonit zu den Schichtsilikaten (Phyllosilikate).
Glaukonit entwickelt fast ausschließlich plattige oder massige bis erdige Mineral-Aggregate von grüner Farbe, die auch ins Gelbliche oder Bläuliche spielen kann.

## Etymologie und Geschichte
Benannt wurde das Mineral aufgrund seiner Farbe nach dem altgriechischen Wort γλαυκός glaukós mit der nachhomerischen Bedeutung „glänzend, blau-grün“ bzw. „blau-grau“. Die ursprüngliche Bedeutung des Wortes leitet sich wohl von γλαῦξ glaux (auch als γλαύξ), Genitiv γλαυκός glaukós, „Eule“ ab, und müsste damit „eulenförmig“ heißen. Inwiefern die verschiedenen Bedeutungen bei Homer verwendet werden, ist ein Streitpunkt der Klassischen Philologie.
Erstmals beschrieben und nach seiner Farbe benannt wurde Glaukonit 1828 durch den deutschen Mineralogen Christian Keferstein.

## Klassifikation
In der veralteten 8. Auflage der Mineralsystematik nach Strunz gehörte der Glaukonit zur Mineralklasse der „Silikate“ und dort zur Abteilung „Schichtsilikate (Phyllosilikate)“, wo er gemeinsam mit Aluminoseladonit, Muskovit, Paragonit, Roscoelith und Seladonit in der „Muskovit-Reihe“ mit der Systemnummer VIII/E.05a steht.
In der zuletzt 2018 überarbeiteten Lapis-Systematik nach Stefan Weiß, die formal auf der alten Systematik von Karl Hugo Strunz in der 8. Auflage basiert, erhielt das Mineral die System- und Mineralnummer VIII/H.13-040. Dies entspricht der Klasse der „Silikate“ und dort der Abteilung „Schichtsilikate“, wo Glaukonit zusammen mit Brammallit, Illit und Wonesit die Gruppe der „Alkali-defizitäte Glimmer“ mit der Systemnummer VIII/H.13 bildet.
Die von der International Mineralogical Association (IMA) zuletzt 2009 aktualisierte 9. Auflage der Strunz’schen Mineralsystematik ordnet den Glaukonit in die Klasse der „Silikate und Germanate“ und dort in die Abteilung „Schichtsilikate (Phyllosilikate)“ ein. Hier ist das Mineral in der Unterabteilung „Schichtsilikate (Phyllosilikate) mit Glimmertafeln, zusammengesetzt aus tetraedrischen und oktaedrischen Netzen“ zu finden, wo es zusammen mit Aluminoseladonit, Boromuskovit, Chernykhit, Chromseladonit, Chromphyllit, Ferroaluminoseladonit, Ferroseladonit, Ganterit, Montdorit, Muskovit, Nanpingit, Paragonit, Phengit, Roscoelith, Seladonit, Tainiolith, Tobelith und Voloshinit die „Muskovitgruppe“ mit der Systemnummer 9.EC.15 bildet.
In der vorwiegend im englischen Sprachraum gebräuchlichen Systematik der Minerale nach Dana hat Glaukonit die System- und Mineralnummer 71.02.02a.05. Das entspricht der Klasse der „Silikate“ und dort der Abteilung „Schichtsilikatminerale“. Hier findet er sich innerhalb der Unterabteilung „Schichtsilikate: Schichten von sechsgliedrigen Ringen mit 2:1-Lagen“ in der „Glimmergruppe (Muskovit-Untergruppe)“, in der auch Muskovit, Paragonit, Chernykhit, Roscoelith, Seladonit, Ferroseladonit, Ferroaluminoseladonit, Aluminoseladonit, Chromseladonit, Tobelith, Nanpingit, Boromuskovit, Montdorit, Chromphyllit und Shirokshinit eingeordnet sind.

## Kristallstruktur
Glaukonit kristallisiert monoklin in der Raumgruppe C2/m (Raumgruppen-Nr. 12) mit den Gitterparametern a = 5,246 Å; b = 9,076 Å; c = 10,184 Å und β = 101,1° sowie zwei Formeleinheiten pro Elementarzelle.

## Eigenschaften
Unter dem Mikroskop erscheint Glaukonit im Gegensatz zu anderen Glimmern nicht in der Form von schichtförmig gepackten Kristallen oder Blättchen, sondern als rundliche Körner (Pellets), in denen die Kristalle keine bevorzugte Orientierung haben. Diese fallen sofort durch ihre kräftig gelb- bis blaugrüne Eigenfarbe auf, die bei beginnender Oxidation zu Limonit nach Braun umschlägt. Für manche dieser Pellets wird eine Herkunft aus den Exkrementen (Kotpillen) unbekannter mariner Organismen angenommen; sie sind aber auch als Füllungen der Kammern von Foraminiferen zu finden.

## Bildung und Fundorte

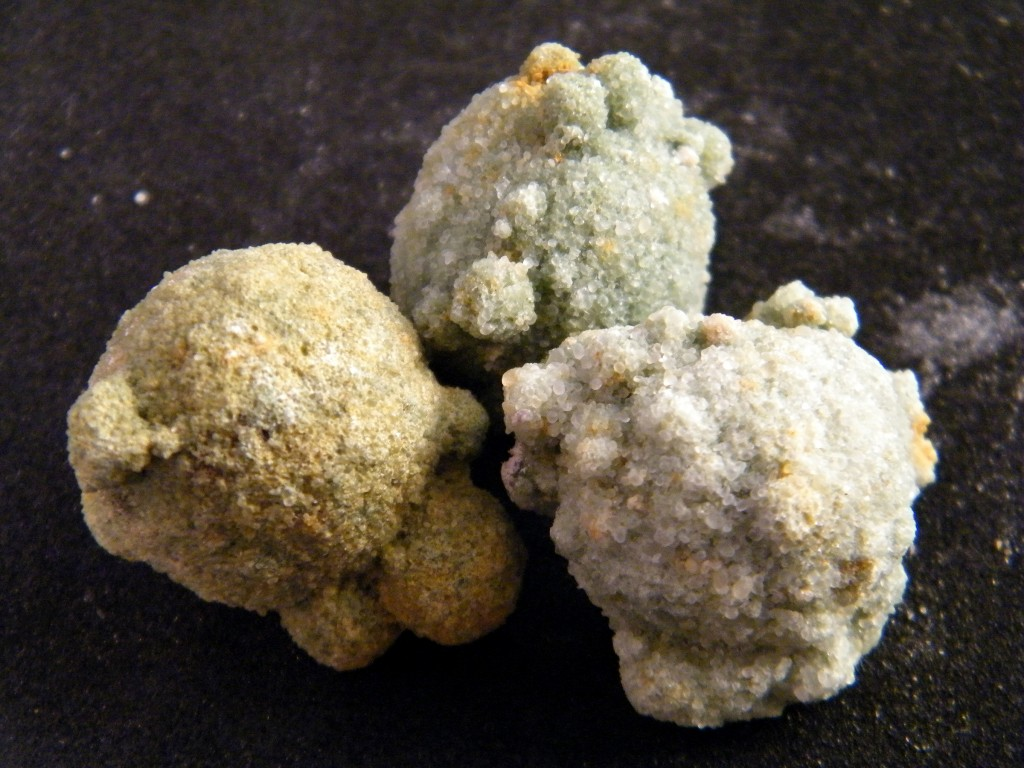
Durch Glaukonit hellgrün gefärbte, calcitisch zementierte Quarzsand-Knollen aus Juda, Green County (Wisconsin), USA (Durchmesser: rund 2 cm)

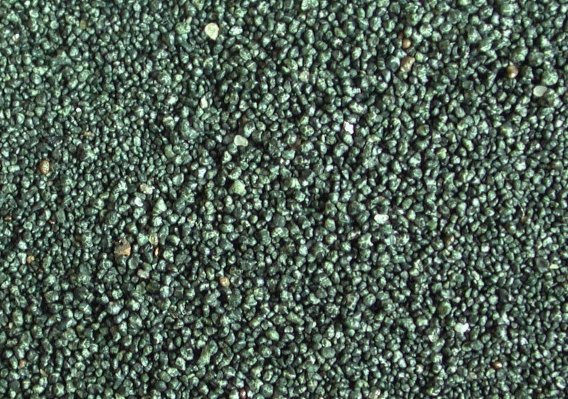
Glaukonitsand aus dem Miozän in einem Bohrkern aus den Niederlanden

Glaukonit bildet sich durch Umwandlung von detritischem Biotit, Illit oder anderen Ausgangsmaterialien wie Kotpillen von Bodenorganismen in mariner Diagenese im flachen Wasser unter reduzierenden Bedingungen. Direkte Ausfällungen aus Meerwasser sind selten. Bevorzugte Bildungsstätten sind dabei Sandsteine und Ton (auch Bildung von Grünerde) sowie Kalkstein, oft in Begleitung von Phosphoriten.
Als eher seltene Mineralbildung kann Glaukonit an verschiedenen Fundorten zum Teil zwar reichlich vorhanden sein, insgesamt ist er aber wenig verbreitet. Als bekannt gelten bisher (Stand 2014) rund 300 Fundorte.
In Deutschland konnte Glaukonit unter anderem bei Regensburg (Ihrlerstein) und Würzburg in Bayern, in den Kalksteinbrüchen nahe Rüdersdorf bei Berlin in Brandenburg, der Grube „Emilie“ bei Peine in Niedersachsen, im Neandertaler Kalksteinbruch und in verschiedenen Steinbrüchen im Sauerland in Nordrhein-Westfalen (Werl, Rüthen, Anröchte) sowie bei Barmstedt, Lübeck-Moisling-Niendorf und Groß Pampau in Schleswig-Holstein gefunden werden.
In Österreich fand man das Mineral unter anderem im Steinbruch der Wietersdorfer Zementwerke in der Gemeinde Klein Sankt Paul und am Fuchsofen bei Dobranberg (Kappel am Krappfeld) in Kärnten, bei Ernstbrunn in Niederösterreich, an mehreren Orten in Salzburg, in einem Steinbruch bei Vils in Tirol sowie bei Weinzierlbruck (Bezirk Grieskirchen), St. Georgen an der Gusen und Plesching (Bezirk Urfahr-Umgebung) in Oberösterreich.
In der Schweiz kennt man Glaukonit aus einem Kalksteinbruch bei Mellikon im Kanton Aargau und aus Ängisort nahe Seedorf UR im Kanton Uri. Außerdem ist Glaukonit ein wichtiges Nebengemengteil in den Ablagerungen der oberen Meeresmolasse im Alpenvorland. In der Umgebung von Bern wurde glaukonitführender Sandstein in Steinbrüchen gefördert und fand u. a. Verwendung in vielen Gebäuden der Bundesstadt. Das typisch grau-grün gefärbte Gestein trägt daher den Namen „Berner Sandstein“.
Weitere Fundorte liegen unter anderem in Ägypten, der Antarktis, Australien, Belgien, Bolivien, China, Dänemark, Frankreich, Georgien, Israel, Italien, Japan, Kanada, Malta, Marokko, Neuseeland, den Niederlanden, Polen, Russland, Schweden, der Slowakei, Südafrika, Tschechien, Tunesien, der Ukraine, Ungarn, England im Vereinigten Königreich sowie in vielen Bundesstaaten der USA.
Auch in Gesteinsproben vom Oberkontinentalhang vor der Küste von New Jersey (USA) und vom Sadorücken vor der Küste der japanischen Insel Honshū konnte Glaukonit nachgewiesen werden.